# السفارة السعودية في جزر القمر
سفارة المملكة العربية السعودية في جمهورية القمر المتحدة، هي بعثة دبلوماسية سعودية تقع العاصمة موروني ويترأس البعثة سفير خادم الحرمين الشريفين د/ حمد بن محمد الهاجري. العنوان: كيبل دي ليون.

## وصلات خارجية
- موقع سفارة المملكة العربية السعودية في جزر القمر
- وزارة الخارجية السعودية (بالعربية)
- Ministry of Foreign Affairs of Kingdom of Saudi Arabia (بالإنجليزية)